# Medley Rocks
Medley Rocks je skupina grebena i stijena koje leže u blizini sjeveroistočne strane otoka D'Urville, u skupini otoka Joinville, Antarktika. Istraživalo ih je u sklopu projekta Istraživanje Zavisnosti Falklandskih otoka 1953.-54., a tako su nazvani 1956. zbog "mješavine" grebena i stijena u ovom području. 